# Електронна комерція
Електро́нна коме́рція (від англ. Electronic commerce) — це сфера цифрової економіки, що включає всі фінансові та торгові транзакції, які проводяться за допомогою комп'ютерних мереж, та бізнес-процеси, пов'язані з проведенням цих транзакцій.
Основними складовими електронної комерції є мобільна комерція, електронний переказ коштів, управління ланцюгами поставок, Інтернет-маркетинг, обробка онлайн-транзакцій, електронний обмін даними (EDI), системи управління запасами та автоматизовані системи збору даних.
Активний розвиток цього напрямку зумовлений технологічними досягненнями напівпровідникової промисловості (електронної промисловості).

## Сутність терміна
До електронної комерції відносять електронний обмін інформацією (англ. Electronis Data Interchange, EDI), електронний рух капіталу (англ. Electronic Funds Transfer, EFT), електронну торгівлю (англ. E-Trade), електронні гроші (E-Cash), електронний маркетинг (англ. E-Marketing), електронний банкінг (англ. E-Banking), електронні страхові послуги (англ. E-Insurance) тощо.
Цей термін був придуманий і вперше використаний доктором Робертом Джейкобсоном, головним консультантом Комітету з питань комунального господарства та торгівлі штату Каліфорнія, в назві та тексті Закону про електронну комерцію в Каліфорнії.

## Історія розвитку електронної комерції
Перші системи електронної комерції у своїй найпростішій формі з'явилися у 1960-х роках в США та використовувались головним чином у транспортних компаніях для замовлення квитків та обміну інформацією між транспортними службами перед підготовкою до рейсів. Компанія American Airlines впровадила систему автоматизації процедури резервування місць на авіарейси. Сумісна з IBM розробка отримала назву SABRE (Semi-Automatic Business Research Environment, Sabre) та почала працювати повною мірою у 1964 році.
Спочатку електронна комерція опиралася на комунікації, які не належали до Інтернет, та характеризувалися використанням різноманітних автономних стандартів та протоколів. Першим загальноприйнятим стандартом став EDI (Electronic Data Interchange), який був прийнятий у 1980 році. Цей стандарт визначав як типові бізнес-транзакції і документи (замовлення, накладні, митні декларації тощо), які мають бути оброблені та передані через цифрові мережі. На початку 1990-х років ISO розробила новий стандарт EDIINT (Electronic Data Interchange for Administration, Commerce and Transport over Internet) який опирався на EDI та визначав засоби передачі EDI-транзакцій за допомогою протоколів мереж IP та Інтернет. Багато великих торговельних організацій інвестували кошти у розвиток EDI, але він ніколи не досяг того рівня популярності, як web-орієнтована електронна комерція, за такими причинами:
- висока вартість впровадження EDI-рішень не дозволяла середнім та малим підприємствам стати учасниками електронної комерції;
- повільний розвиток стандартів EDI;
- складність розробки програм за специфікаціями EDI зумовила нестачу кваліфікованих спеціалістів.

З розвитком Інтернету у 1990-х роках виникла відповідна форма електронної комерції у формі Інтернет-магазинів, де користувачі могли замовляти товари та послуги з оплатою за допомогою банківських карток. Розвиток Інтернету став чинником значного зниження витрат використання електронної комерції завдяки низької вартості обміну інформацією. Це також стимулювало подальший розвиток електронної комерції, серед якої сьогодні розрізняють такі рівні її призначення: Бізнес-Бізнес (B2B — Business-to-Business), Бізнес-Споживач (B2C — Business-to-Customer) та інші.
Станом на початок 2024 року, за повідомленням інформаційної агенції Сіньхуа, 
Китай упродовж 11 років поспіль, залишається найбільшим у світі ринком роздрібної онлайн-торгівлі.

## Переваги електронної комерції
У багатьох випадках електронна комерція дозволяє скоротити шлях перепродажу продукту від виробника до споживача. Це можливо завдяки використанню Інтернет-технологій, що надають можливість ефективної прямої взаємодії з кінцевим споживачем, тому компанії можуть виконувати роль, яку традиційно виконували проміжні постачальники. Це також дозволяє накопичувати інформацію про усі продажі та про усіх клієнтів, що у свою чергу дозволяє виконати досконалий бізнес-аналіз та маркетингові дослідження. Це є великою перевагою у конкурентній боротьбі.
Електронне середовище широко використовується для доставки цифрового медіа-контенту (музика, фільми, преса тощо), корисної інформації, освітніх матеріалів, а також компаніями-виробниками програмного забезпечення для його продажу.
Найбільшою перевагою електронної комерції є суттєве зниження витрат на оформлення угоди та її подальше обслуговування. Тому бізнес-процеси, які можуть бути переведені на електронну основу мають потенціал зниження витрат на них, що у свою чергу призводить до зниження собівартості товару чи послуги. Найвідомішим прикладом здійснення електронної комерції є Інтернет-магазин, який являє собою вебресурс з каталогом продукції та можливістю замовлення і оплати товарів, які сподобались покупцю. Все більше компаній у світі впроваджують рішення електронної комерції у своєму бізнесі. Наприклад, всесвітньо відома компанія CISCO не має традиційної мережі дистриб'юторів. Замість того, вона приймає замовлення тільки в електронній формі зокрема зі свого вебсайту. Інший приклад — це виробники ноутбуків. На своїх вебсайтах вони розміщують інтерактивні сторінки, де користувач може зконфігурувати собі ноутбук за своїми потребами та оформити замовлення і оплату.

## Види електронної комерції

### Бізнес-до-бізнесу (B2B)
B2B електронна комерція — це електронна комерція між компаніями. Це тип електронної комерції, що має справу з відносинами між видами комерційної діяльності. Приблизно 80 % електронної комерції належать до цього типу, і більшість експертів пророкує, що B2B електронна комерція продовжить поширюватися швидше ніж B2C. Загальніші B2B приклади й найкращі практичні моделі: IBM, Hewlett Packard, Cisco та Dell. На сайті моделі B2B можна розміщувати комерційні пропозиції компанії, отримувати відомості від своїх партнерів, постачальників, формувати рахунки для оплати товарів і послуг або навіть укладати контракти. Створення сайтів B2B для компаній дозволяє їм виявляти високу активність на внутрішньому або міжнародному ринку.

### Бізнес-до-споживача (B2C)
Електронна комерція бізнес-до-користувача, або торгівля між компаніями й споживачами, включає збирання інформації клієнтами; купівлю фізичних речей чи інформаційних/електронних товарів; і, для інформаційних товарів, одержування товару (програми, електронної книги) по електронній мережі. Це друга по величині й найперша форма електронної комерції. Приклади B2C моделей — мережні компанії продажу в роздріб типу Amazon.com, Drugstore.com, Beyond.com. B2C електронна комерція зменшує ціну угод (особливо ціну пошуку), збільшуючи доступ споживачів до інформації й дозволяючи споживачам знайти найконкурентоспроможну ціну за товар або послугу. B2C електронна комерція також зменшує ринкові бар'єри входу, тому що вартість створення й розкручування сайту набагато менша ніж установка структури фірми. У випадку інформаційних товарів, B2C електронна комерція ще привабливіша, тому що це зберігає фірми від факторингу в додатковій вартості фізичної мережі розподілу. Крім того, для країн із зростаючою кількістю користувачів Internet, поставка інформаційних товарів стає усе більше й більше доступною.

### Споживач-до-споживача (C2C)
Електронна комерція споживач-до-споживача або C2C — торгівля між приватними індивідуумами або споживачами. Цей тип електронної комерції характеризований ростом електронних ринків і мережних аукціонів, особливо у вертикальних галузях промисловості. С2С можливо має найбільший потенціал для того, щоб розвивати нові ринки. Цей тип електронної комерції входить принаймні в три форми:
1) аукціони на кшталт eBay, що дозволяє інтерактивно пропонувати ціну в реальному масштабі часу;
2) однорангові системи, типу моделі Napster (протокол спільного використання файлів між користувачами в системах типу IRC) і пізніші моделі обміну грошей;
3) оголошення тематичних категорій у портальних сайтах типу Тематичних категорій Excite і eWanted (діалоговий, мережний ринок, де покупці і продавці можуть вести переговори).

### Мобільна торгівля (m-commerce)
Мобільна торгівля — закупівля й продаж товарів і послуг через бездротову технологію, тобто, кишенькові пристрої типу мобільних телефонів і особистих цифрових помічників. У 2017 році два мільярди людей здійснили мобільну електронну комерційну транзакцію.

## Електронна комерція в Україні
Протягом останніх 5 років український ринок електронної комерції показував щорічне зростання на рівні 50 %-60 % незалежно від перманентних економічних коливань. При цьому ринок володіє серйозним потенціалом. Наприклад, в Німеччині ємкість ринку електронної комерції становить близько $36 млрд. В Україні аналогічний показник становить не більше $400-$500 млн.
Основні фактори, які гальмують розвиток українського ринку електронної комерції:
- відсутність законодавчої бази, яка б регулювала процес купівлі/продажу онлайн, здійснення електронних платежів за оплачені товари/послуги та яка б встановлювала прозорі правила гри на ринку (як для продавців, так і для покупців)
- слабо розвинена національна система електронних платежів
- низька ефективність більшості існуючих українських торговельних майданчиків
- низький рівень проникнення інтернету (особливо в регіонах)

В Україні після 6 місяців роботи робочої групи під керівництвом Ольги Бєлькової внесений до Верховної Ради України законопроєкт № 2306а «Про електронну комерцію».
Для України актуально на сьогодні, для ведення бізнесу в Інтернет, вирішення наступних питань:
- прийняття та регламентація законів, нормативних актів, інструкцій;
- фінансування наукових досліджень;
- криптографії;
- цифрового підпису;
- платіжних систем для ведення розрахунків в Інтернет;
- створення в правоохоронних органах, зокрема в МВС, підрозділів по боротьбі з кіберзлочинами[16]